# Allodemis chelophora
Allodemis chelophora är en fjärilsart som beskrevs av Edward Meyrick 1910. Allodemis chelophora ingår i släktet Allodemis och familjen vecklare. Inga underarter finns listade i Catalogue of Life.